# Lac Mtera
Le lac Mtera est un lac de barrage situé dans le centre de la Tanzanie, à mi-chemin entre les villes de Dodoma (au Nord) et d'Iringa (au Sud).
Le barrage Mtera barre le cours de la rivière Ruaha et reçoit les eaux des rivières Mpera, Fufu et Kisigo. Le lac, de forme allongée, est orienté sud-ouest-nord-est.

## Source
- (en) FAO - Aménagement du bassin du Rufiji